# Lekkoatletyka na Letnich Igrzyskach Olimpijskich 1900 – skok w dal mężczyzn
Konkurs skoku w dal na igrzyskach olimpijskich w 1900 w Paryżu rozegrano 14 lipca (eliminacje) i 15 lipca 1900 (finał) w Lasku Bulońskim. Startowało 12 lekkoatletów z 6 krajów. Do finału kwalifikowało się pięciu najlepszych skoczków z eliminacji. Wyniki uzyskane w eliminacjach były zaliczane do końcowego rezultatu.

## Rekordy
| Rekord świata     | 7,50 | Myer Prinstein | Filadelfia (USA) | 28 kwietnia 1900 |
| Rekord olimpijski | 6,35 | Ellery Clark   | Ateny (Grecja)   | 7 kwietnia 1896  |

## Eliminacje
| Poz. | Zawodnik          | Kraj                 | Wynik | Uwagi |
| ---- | ----------------- | -------------------- | ----- | ----- |
| 1.   | Myer Prinstein    | Stany Zjednoczone    | 7,175 | Q     |
| 2.   | Alvin Kraenzlein  | Stany Zjednoczone    | 6,930 | Q     |
| 3.   | Albert Delannoy   | Francja              | 6,755 | Q     |
| 4.   | William Remington | Stany Zjednoczone    | 6,725 | Q     |
| 5.   | Patrick Leahy     | Wielka Brytania      | 6,710 |       |
| 6.   | John McLean       | Stany Zjednoczone    | 6,655 |       |
| 7.   | Thaddeus McClain  | Stany Zjednoczone    | 6,435 |       |
| 8.   | Waldemar Steffen  | Cesarstwo Niemieckie | 6,300 |       |
| 9.   | Ernő Schubert     | Węgry                | 6,050 |       |
| 10.  | Gyula Strausz     | Węgry                | 6,010 |       |
| 11.  | Tore Blom         | Szwecja              | 5,770 |       |
| 12.  | Eric Lemming      | Szwecja              | 5,500 |       |

Prinstein poprawił rekord olimpijski.

## Finał
| Poz.   | Zawodnik          | Kraj              | Wynik | Eliminacje | Finał    | Uwagi |
| ------ | ----------------- | ----------------- | ----- | ---------- | -------- | ----- |
| złoto  | Alvin Kraenzlein  | Stany Zjednoczone | 7,185 | 6,930      | 7,185    | OR    |
| srebro | Myer Prinstein    | Stany Zjednoczone | 7,175 | 7,175      | DNS      |       |
| brąz   | Patrick Leahy     | Wielka Brytania   | 6,950 | 6,710      | 6,950    |       |
| 4.     | William Remington | Stany Zjednoczone | 6,825 | 6,725      | 6,825    |       |
| 5.     | Albert Delannoy   | Francja           | 6,755 | 6,755      | nieznany |       |

Ponieważ finał odbywał się w niedzielę, Kraenzlein i Prinstein podobno umówili się, że nie będą w nim startować. Kraenzlein jednak złamał umowę i wystąpił, poprawiając wynik Prinsteina z eliminacji (i rekord olimpijski). Prinstein, który był Żydem i zrezygnował z występu z szacunku dla przekonań religijnych Kraenzleina, wpadł w szał i usiłował uderzyć Kraenzleina w twarz. Nie wiadomo, czy cios dosięgnął celu, ale rywali musiano rozdzielić. Delannoy nie poprawił swego rezultatu z eliminacji i spadł na 5. miejsce.